# Liste von Spionagefällen in Deutschland
Die Liste von Spionagefällen in Deutschland enthält die öffentlich bekannt gewordenen Spionagefälle in Deutschland.

## Kalter Krieg 1945 bis 1990
| Spionagetätigkeit      | Spionagetätigkeit  | Spionagetätigkeit | Spionagetätigkeit     | Spionagetätigkeit | Spion                             | Spion                                                                                           | Spion                                | Verurteilung | Verurteilung | Verurteilung | Verurteilung |
| Enttarnung/ Verhaftung | Zeitraum           | Verrat an         | Spionageziel          | Bemerkungen | Name                              | Beruf/Tätigkeit                                                                                 | Arbeitgeber                          | Datum | Gericht | Strafmaß | Strafnorm |
| ---------------------- | ------------------ | ----------------- | --------------------- | --- | --------------------------------- | ----------------------------------------------------------------------------------------------- | ------------------------------------ | --- | --- | --- | --- |
| Juni 1953              | 1953               | Polen             | Amt Blank             | fotografierte u. a. Dokumente wie den vorläufigen Entwurf „Sicherung“ zu Personalauswahlverfahren, Vorschriftenentwürfe und den OrgPlan des Referats „Abwehr“ ab                                                                     | Bruno Sniegowski                  | Bürohilfskraft im Sachgebiet Grundlagen der militärischen Ordnung des Referats Inneres Gefüge   | Amt Blank                            | Mai 1954 | BGH | 5 J. (Zuchthaus) | 100 StGB (a. F.) |
| 1950er Jahre           | 1950er Jahre       | DDR: MfS          | Bundesmarine          | lieferte u. a. Informationen über Schnellboote | Horst Ludwig                      | Leutnant zur See auf einem Schnellboot in Bremerhaven                                           | Bundesmarine                         | Jan. 1960 | BGH | 5 J. (Zuchthaus) | § 100 StGB (a. F.), schwere Bestechlichkeit |
| 6. Nov. 1961           | 1951–1961          | UdSSR: KGB        | BND                   | | Heinz Felfe                       | zuletzt Referatsleiter Sowjetunion der Abteilung Gegenspionage                                  | BND                                  | 23. Juli 1963 | BGH | 14 J. | §§ 100, 100e StGB (a. F.) |
| Okt. 1968              | 22. Okt. 1967      | UdSSR: KGB        | Bundeswehr            | stahl eine Sidewinder-Rakete und schickte sie nach Moskau | Manfred Ramminger                 |                                                                                                 | selbständig                          | 7. Okt. 1970 | OLG Düsseldorf | 4 J. | u. a. § 243 StGB |
| 24. Apr. 1974          |                    | DDR: MfS          | BKAmt                 | siehe Guillaume-Affäre | Günter Guillaume                  | Persönlicher Referent des Bundeskanzlers Brandt                                                 | BKAmt                                | 15. Dezember 1975 | OLG Düsseldorf | 13 J. | § 94 StGB |
| 24. Apr. 1974          | Christel Guillaume | DDR: MfS          | BKAmt                 | siehe Guillaume-Affäre | Büroleiterin bei Willi Birkelbach | Hessische Staatskanzlei                                                                         | 8. J.                                | 15. Dezember 1975 | OLG Düsseldorf | | § 94 StGB |
| 1975                   | 1956–1975          | DDR: MfS          | Bundeswehr            | verriet unter anderem Raketen- und Bombenziele, Einsatzpläne, Dienstvorschriften und Manöver; Agentenlohn: 185.000 DM | Norbert Moser                     | Oberstleutnant, Leiter Luftwaffenverbindungskommando PzBrig 21                                  | Bundeswehr                           | 16. Dez. 1977 | BayObLG | 11 J. | § 94 StGB |
| 2. Juni 1976           | 1973–1976          | DDR: HV A         | BMVg                  | verriet unter anderem Details zum NATO-Pipelinesystem | Lothar-Erwin Lutze                | Bürohilfskraft und Hilfssachbearbeiter in der Rüstungsabteilung                                 | BMVg                                 | 1979 | OLG Düsseldorf | 12 J. | § 94 StGB |
| 20. Dez. 1976          | 1970–1976          | DDR: MfS          | BND                   | verriet unter anderem die Stay-behind-Organisation an den Ostblock. Anwerbung durch das MfS unter falscher Flagge: Hofer dachte, Informationen an eine rechtsgerichtete Offiziervereinigung zu geben. siehe auch: Operation Skorpion | Heidrun Hofer                     | Sekretärin                                                                                      | BND                                  | keine Verurteilung möglich: Hofer sprang nach ihrer Verhaftung aus dem 6. Stock des Bayerischen LKA, wobei sie sich so schwer verletzte, dass sie bis zum Ablauf der Verjährung nicht wieder verhandlungsfähig wurde. | keine Verurteilung möglich: Hofer sprang nach ihrer Verhaftung aus dem 6. Stock des Bayerischen LKA, wobei sie sich so schwer verletzte, dass sie bis zum Ablauf der Verjährung nicht wieder verhandlungsfähig wurde. | keine Verurteilung möglich: Hofer sprang nach ihrer Verhaftung aus dem 6. Stock des Bayerischen LKA, wobei sie sich so schwer verletzte, dass sie bis zum Ablauf der Verjährung nicht wieder verhandlungsfähig wurde. | keine Verurteilung möglich: Hofer sprang nach ihrer Verhaftung aus dem 6. Stock des Bayerischen LKA, wobei sie sich so schwer verletzte, dass sie bis zum Ablauf der Verjährung nicht wieder verhandlungsfähig wurde. |
| 1985                   | 1972–1985          | UdSSR: KGB        | Bundespräsidialamt    | hatte Zugang zu über 1700 Verschlusssachen, trug diese aus der Behörde und unbemerkt wieder zurück | Margret Höke                      | Sekretärin                                                                                      | Bundespräsidialamt                   | 1987 | OLG Düsseldorf | 8 J. | § 94 StGB (besonders schwerer Fall) |
| 18. Aug. 1985          |                    | DDR: HV A         | BfV                   | | Hansjoachim Tiedge                | Gruppenleiter der Abteilung Spionageabwehr                                                      | BfV                                  | keine Verurteilung möglich wegen Flucht in DDR, später Russland | keine Verurteilung möglich wegen Flucht in DDR, später Russland | keine Verurteilung möglich wegen Flucht in DDR, später Russland | keine Verurteilung möglich wegen Flucht in DDR, später Russland |
| 23. Aug. 1988          | 1975–1986          | Ungarn, CSSR      | US-Streitkräfte, NATO | einzige Verurteilung zu lebenslang wg. Landesverrat in der Bundesrepublik | Clyde Lee Conrad                  | Sergeant First Class, Verschlusssachen-Verwalter                                                | United States Army                   | 6. Juni 1990 | OLG Koblenz | lebenslang, Vermögensverfall: 2,2 Mio. Mark | § 94 StGB (besonders schwerer Fall) |
| 24. Nov. 1989          | 1972–1989          | DDR: HV A         | BND                   | Alfred verriet militärische BND-Erkenntnisse über den Ostblock sowie 300 Quellen; Ludwig war Kurier | Alfred Spuhler                    | Hauptmann in der Abteilung operative Aufklärung                                                 | BND                                  | 15. Nov. 1991 | BayObLG | 10 J. | § 94 StGB (besonders schwerer Fall) |
| 24. Nov. 1989          | 1972–1989          | DDR: HV A         | BND                   | Alfred verriet militärische BND-Erkenntnisse über den Ostblock sowie 300 Quellen; Ludwig war Kurier | Ludwig Spuhler                    | Instituts-Mitarbeiter                                                                           | Max-Planck-Institut für Plasmaphysik | 15. Nov. 1991 | BayObLG | 5 J. 6. M. | § 94 StGB (besonders schwerer Fall) |
| 1990                   | 1968–1990          | DDR: HV A         | BND                   | | Gabriele Gast                     | Regierungsdirektorin im Referat Sowjetunion                                                     | BND                                  | Dez. 1991 | BayObLG | 6 J. 9 M. | § 94 StGB |
| 8. Okt. 1990           | 1981–1990          | DDR: HV A         | BfV                   | | Klaus Kuron                       | Regierungsoberamtsrat in der Spionageabwehr                                                     | BfV                                  | 7. Feb. 1992 | OLG Düsseldorf | 12 J., Vermögensverfall: 692.000 Mark | § 94 StGB |
| 15. Apr. 1991          | 1979–1991          | DDR: HV A         | BMVg                  | Deckname „Rödel“; 55 000 Einzeldokumente Verratsumfang, Anwerbung unter falscher Flagge | Wolf-Heinrich Prellwitz           | Registrator in der Unterabteilung Rü IV (Wehrmaterial Luft)                                     | BMVg                                 | 21. Mai 1992 | OLG Düsseldorf | 10 J., Vermögensverfall: 820.000 Mark | § 94 StGB (besonders schwerer Fall) |
| 6. Mai 1993            | 1973–1990          | DDR: HV A         | BMB                   | Deckname „Töpfer“; lieferte 538 Informationen, darunter zu deutsch-deutschen Verhandlungen im Reise- und Transitverkehr | Knut Gröndahl                     | Grundsatzreferent, Referatsleiter Politik im BMB, Referatsleiter in der StÄV der BRD in der DDR | BMB                                  | | OLG Düsseldorf | 3 J. 3 M. | § 99 StGB |

In den Jahren 1990 bis 1999 wurden etwa 3000 Ermittlungsverfahren gegen Deutsche geführt, die bereits vor 1990 Staatsbürger der Bundesrepublik waren und für die DDR zwischen 1949 und 1990 spioniert haben sollen. Daraus folgten 364 Verurteilungen, 64 davon zu einer Freiheitsstrafe ohne Bewährung.
Außdem gab es die Operation Hamster, bei der nicht klar ist, welcher Nachrichtendienst diese durchführte.

## Deutschland seit 1990
| Spionagetätigkeit      | Spionagetätigkeit    | Spionagetätigkeit  | Spionagetätigkeit             | Spionagetätigkeit | Spion                  | Spion | Spion                                                          | Verurteilung  | Verurteilung                     | Verurteilung                                           | Verurteilung                                 |
| Enttarnung/ Verhaftung | Zeitraum             | Verrat an          | Spionageziel                  | Bemerkungen | Name                   | Beruf/Tätigkeit | Arbeitgeber                                                    | Datum         | Gericht                          | Strafmaß                                               | Strafnorm                                    |
| ---------------------- | -------------------- | ------------------ | ----------------------------- | --- | ---------------------- | --- | -------------------------------------------------------------- | ------------- | -------------------------------- | ------------------------------------------------------ | -------------------------------------------- |
| 18. Okt. 2011          | ca. 1986 –2011       | Russland: SWR      | EU, NATO                      | falsche Identität als Österreicher, echte Vornamen: Sascha u. Olga; Decknamen: Pit und Tina, nutzten Agentenfunk, Tote Briefkästen, führen niederländische Quelle                                          | Andreas Anschlag       | Ingenieur |                                                                | 2. Juli 2013  | OLG Stuttgart                    | 6 J. 6 M.                                              | § 99 StGB                                    |
| 18. Okt. 2011          | ca. 1986 –2011       | Russland: SWR      | EU, NATO                      | falsche Identität als Österreicher, echte Vornamen: Sascha u. Olga; Decknamen: Pit und Tina, nutzten Agentenfunk, Tote Briefkästen, führen niederländische Quelle                                          | Heidrun Anschlag       | Hausfrau | 5 J. 6 M.                                                      | 2. Juli 2013  | OLG Stuttgart                    |                                                        | § 99 StGB                                    |
| 2. Juli 2014           | 2008–2014            | USA: CIA; Russland | BND                           | gab min. 200 teils streng geheime Dokumente an die CIA, darunter eine Datenbank mit Tarn- und Klarnamen deutscher Agenten im Ausland; Motiv: Langeweile, Frust, Unterforderung; Agentenlohn: min. 80.000 € | Markus R.              | Beamter des mittleren Dienstes in der Registratur der Abteilung EA                                                                         | BND                                                            | 2. Juli 2013  | OLG München                      | 8 J.                                                   | § 94 StGB, Verletzung von Dienstgeheimnissen |
| Apr. 2017              | –2017                | Schweiz: NDB       | Finanzverwaltung NRW          | spionierte Steuerfahnder aus und wollte einen Maulwurf in die Finanzverwaltung einschleusen, 28.000 € Agentenlohn                                                                                          | Daniel M.              | |                                                                | 8. Nov. 2017  | OLG Frankfurt                    | 1. J, 10 M. auf Bewährung + 40.000 € Bewährungsauflage | § 99 StGB                                    |
| 2017                   | 2016–2017            |                    | BfV                           | bot Informationen über das BfV in islamistischen Online-Chats an | Roque M.               | Observant | BfV                                                            |               | OLG Düsseldorf                   |                                                        | Versuchter Geheimnisverrat (angeklagt)       |
| 2018                   |                      | Airbus             | Bundeswehr                    | Weitergabe eines als GEHEIM eingestuften detaillierten Finanzplans für einzelne Rüstungsprojekte | Martin M.              | Rüstungsmanager | Airbus                                                         | 12. Juli 2019 | OLG Düsseldorf                   | 2. J, 6 M.                                             | § 95 StGB                                    |
| 2018                   | Thomas M.            | Airbus             | Bundeswehr                    | Weitergabe eines als GEHEIM eingestuften detaillierten Finanzplans für einzelne Rüstungsprojekte | Ehem. Kampfpilot       | Rüstungsbranche | 1. J., 3 M. auf Bewährung                                      | 12. Juli 2019 | OLG Düsseldorf                   |                                                        | § 95 StGB                                    |
|                        | 2015–                | Indien: R&AW       | Sikh-; Kaschmir-Bewegung      | Weitergabe von Interna aus Sikh-Tempeln in Frankfurt und Köln, Informationen über Protest zum Besuch des indischen Premierministers in Deutschland                                                         | Manmohan S.            | |                                                                | Dez. 2019     | Oberlandesgericht Frankfurt      | 1 J., 6 M.                                             | § 99 StGB                                    |
| 15. Jan. 2019          | 2013–Feb. 2019       | Iran: MOIS         | Bundeswehr                    | Afghane, 50 J., Zugang zu Informationen in der Heinrich-Hertz-Kaserne in Daun über den Bundeswehreinsatz in Afghanistan.                                                                                   | Abdul-Hamid S.         | Sprachauswerter und landeskundlicher Berater                                                                                               | Bundeswehr                                                     | 23. März 2020 | Oberlandesgericht Koblenz        | 6 J., 10 M.                                            | § 94 StGB (besonders schwerer Fall)          |
| Dez. 2019              | Jul. 2020–Dez. 2019  | Ägypten: GIS       | BPA                           | Unterstützung des GIS bei der Informationsbeschaffung und Werbung von Quellen | Amin K.                | Besucherdienst des BPA | BPA                                                            |               | Kammergericht Berlin (angeklagt) |                                                        | § 99 StGB (angeklagt)                        |
| Aug. 2021              | min. 2020– Aug. 2021 | Russland           | Britische Botschaft in Berlin | Übermittelte geheime britische Informationen an die russische Botschaft | David Ballantyne Smith | Wachmann | Britische Botschaft in Berlin                                  | 17. Feb. 2023 | Old Bailey                       | 13 J. 2 M.                                             | Official Secrets Act                         |
| 18. Okt. 2021          | 2010–2021            | China              |                               | Soll auch ehemalige Quelle des BND gewesen sein. Seine Ehefrau Knapp wurde ebenfalls verurteilt. | Klaus Lange            | Referatsleiter für internationale Sicherheitspolitik der Hanns-Seidel-Stiftung, Gründer der Denkfabrik Institut für Transnationale Studien |                                                                | 13. Dez. 2021 | OLG München                      | 2 J.                                                   |                                              |
| 18. Okt. 2021          | 2010–2021            | China              | Klara Knapp                   | Soll auch ehemalige Quelle des BND gewesen sein. Seine Ehefrau Knapp wurde ebenfalls verurteilt. |                        | 1 J. 6 M. |                                                                | 13. Dez. 2021 | OLG München                      |                                                        |                                              |
| Apr. 2022              | 2014–2020            | Russland: GRU      | Bundeswehr                    | Übermittelte Informationen zum Reservistenwesen, zur Cybersicherheit und zur Pipeline Nord Stream 2 aus Zuneigung zu Russland, ohne eine finanzielle Vergütung zu erhalten.                                | Ralph G.               | Oberstleutnant der Reserve, Verbindungsstabsoffizier für zivil-militärische Zusammenarbeit                                                 | Bundeswehr als Reservedienstleistender                         | 18. Nov. 2022 | OLG Düsseldorf                   | 1 J. 9 M. auf Bewährung                                | § 99 StGB                                    |
| 22. Dez. 2022          | 2022                 | Russland           | BND                           | Übermittelte Informationen an einen russischen Nachrichtendienst, die er im Zuge seiner beruflichen Tätigkeit erlangt hatte.                                                                               | Carsten L.             | Oberst in der technischen Aufklärung | BND                                                            |               | Kammergericht                    |                                                        | § 94 (besonders schwerer Fall)               |
| 9. Aug. 2023           | ab Mai 2023          | Russland           | Bundeswehr                    | Bot sich selbst russischen Stellen an und übermittelte Informationen aus seinem beruflichen Umfeld zur Weitergabe an einen russischen Geheimdienst.                                                        | Thomas H.              | Hauptmann im Referat U 5.1 | BAAINBw                                                        | 27. Mai 2024  | OLG Düsseldorf                   | 3. J 6 M.                                              | § 99; § 353b StGB                            |
| 22. Apr. 2024          | –2024                | China: MSS         |                               | Beschafften mutmaßlich militärisch nutzbare innovative Technologien | Thomas R.              | | Beratungsunternehmen Innovative Dragon (Id), Verein Smart City |               | OLG Düsseldorf                   |                                                        | § 99 StGB; § 18 AWG (angeklagt)              |
| 22. Apr. 2024          | –2024                | China: MSS         | Herwig F.                     | Beschafften mutmaßlich militärisch nutzbare innovative Technologien |                        | | Beratungsunternehmen Innovative Dragon (Id), Verein Smart City |               | OLG Düsseldorf                   |                                                        | § 99 StGB; § 18 AWG (angeklagt)              |
| 22. Apr. 2024          | –2024                | China: MSS         | Ina F.                        | Beschafften mutmaßlich militärisch nutzbare innovative Technologien |                        | | Beratungsunternehmen Innovative Dragon (Id), Verein Smart City |               | OLG Düsseldorf                   |                                                        | § 99 StGB; § 18 AWG (angeklagt)              |

Daneben gab es ohne Verurteilung die Affäre um die Abhöhrung des Mobiltelefons des Bundeskanzlers Angela Merkel, und der Spitzenpolitiker Peer Steinbrück und Frank-Walter Steinmeier durch die NSA und den Forsvarets Efterretningstjeneste.